# Tadas Murnikas
Tanchumas „Tadas” Murnikas (ur. 1903 w Kownie, zm. ?) – litewski kolarz żydowskiego pochodzenia, olimpijczyk.
Członek klubu Makabi Kowno. Zdobył przynajmniej cztery medale kolarskich mistrzostw kraju, w tym jeden w kolarstwie torowym. W 1925 roku został wicemistrzem Litwy w zawodach drużynowych na dystansie 70 km. W tej samej konkurencji zwyciężył rok później, dokładając do tego brązowy medal na torze w wieloboju. W 1928 roku zdobył srebro na dystansie 160 km. W 1929 roku brązowy medal w lekkoatletycznym biegu na 3000 m zdobył zawodnik o takim samym nazwisku – nie wiadomo, czy są to te same osoby.
Uczestnik Letnich Igrzysk Olimpijskich 1928 w Amsterdamie. Wystąpił w indywidualnej i drużynowej jeździe na czas. W zawodach indywidualnych zajął 50. miejsce wśród 63 sklasyfikowanych kolarzy (najwyższa pozycja wśród Litwinów), natomiast w zmaganiach drużynowych nie został sklasyfikowany.